# Anomala praecoxalis
Anomala praecoxalis är en skalbaggsart som beskrevs av Friedrich Ohaus 1914. 
Anomala praecoxalis ingår i släktet Anomala och familjen Rutelidae. Inga underarter finns listade i Catalogue of Life.